# Minimalni supersimetrični standardni model
Minimalni supersimetrični standardni model ali MSSM (angleško Minimal Supersymmetric Standard Model) je razširitev standardnega modela z uporabo supersimetrije. V minimalnem supersimetričnem standardnem modelu ima vsak delec svojega superpartnerja. Doslej še niso odkrili nobenega delca, ki bi bil superpartner znanemu delcu. Če bodo našli superpartnerje znanim delcem, se bo fizika močno približala teoriji velikega poenotenja in potrditvi teorije superstrun. Standardni model je bil doslej zelo uspešen način razvrščanja delcev, ki pa z uvedbo supersimetrije potrebuje novo obliko. Minimalni supersimetrični standardni model je samo najenostavnejša oblika razširitve standardnega modela. Standardni model vsebuje nekaj problemov, ki jih ne moremo rešiti v okviru samega modela. Prvi problem je masa nevtrina. Po standardnem modelu, naj bi imel nevtrino maso enako nič. Novejša odkritja pa potrjujejo, da ima nevtrino maso različno od nič. Velik problem standardnega modela je tudi vključitev gravitacije v model.
Minimalni supersimetrični standardni model je bil predlagan v letu 1981.
| delec v standardnem modelu | delec         | oznaka                  | spin                                                       | parnost R | superpartner | oznaka                             | spin                                                         | parnost R |
| -------------------------- | ------------- | ----------------------- | ---------------------------------------------------------- | --------- | ------------ | ---------------------------------- | ------------------------------------------------------------ | --------- |
| fermion                    | kvark         | {\displaystyle q\,}     | {\displaystyle {\begin{matrix}{\frac {1}{2}}\end{matrix}}} | +1        | skvark       | {\displaystyle {\tilde {q}}}       | 0                                                            | -1        |
| fermion                    | lepton        | {\displaystyle \ell \,} | {\displaystyle {\begin{matrix}{\frac {1}{2}}\end{matrix}}} | +1        | slepton      | {\displaystyle {\tilde {\ell }}}   | 0                                                            | -1        |
| bozon                      | W             | {\displaystyle W\,}     | 1                                                          | +1        | wino         | {\displaystyle {\tilde {W}}}       | {\displaystyle {\begin{matrix}{\frac {1}{2}}\end{matrix}}}   | -1        |
| bozon                      | B             | {\displaystyle B\,}     | 1                                                          | +1        | bino         | {\displaystyle {\tilde {B}}\,}     | {\displaystyle {\begin{matrix}{\frac {1}{2}}\end{matrix}}}   | -1        |
| bozon                      | gluon         | {\displaystyle g\,}     | 1                                                          | +1        | gluino       | {\displaystyle {\tilde {g}}\,}     | {\displaystyle {\begin{matrix}{\frac {1}{2}}\end{matrix}}}   | -1        |
| Higgsov bozon              | Higgsov bozon | {\displaystyle H^{0}\,} | 0                                                          | +1        | higsino      | {\displaystyle {\tilde {H^{0}}}\,} | {\displaystyle {\begin{matrix}{\frac {1}{2}}\end{matrix}}\,} | -1        |